# Peripontius schimmeli
Peripontius schimmeli là một loài bọ cánh cứng trong họ Elateridae. Loài này được Zeising & Brunne miêu tả khoa học năm 2003.